# Шлякотін Олексій Ігорович
Олексій Ігорович Шлякотін (нар. 2 вересня 1989, Київ, УРСР) — український футболіст, воротар клубу «Гонконг Рейнджерс».

## Кар'єра гравця
Вихованець київських «Динамо» й «Відрадного», де тренерами були Олександр Лисенко, Олег Хвоя і В'ячеслав Богодєлов. У 2005 році брав участь в турнірі присвяченому 62-й річниці звільнення Харкова від німецько-фашистських загарбників і 14-й річниці незалежності України в Харкові і був визнаний найкращим воротарем турніру. Шлякотін у школі «Динамо» конкурував з Артемом Кичаком і Костянтином Махновським. У 2006 році потрапив у «Динамо-3», а потім й у «Динамо-2». Олексій так і не зіграв у складі обох команд, поступившись місцем в основі Денису Бойко й Роману Загладьку.
Влітку 2008 року перейшов у «Чарни» з міста Жагань, який виступав у другій лізі Польщі. У складі польського клубу провів півроку і зіграв у восьми матчах чемпіонату. Взимку 2009 року приєднався до одеського «Чорноморця», де виступав за дубль у молодіжній першості. У сезоні 2009/10 років одесити завоювали бронзові нагороди молодіжного чемпіонату. У червні 2010 року клуб не став продовжувати з ним контракт й Шлякотін покинув «Чорноморець» в якості вільного агента.
Влітку 2010 року уклав угоду з «Заглембе» з Сосновеця, де був основним воротарем протягом півроку у Другій лізі. Його гра за «Заглембе» привернула увагу словацької «Жиліни» та клубу з чемпіонату Чехії. Шлякотін побував на перегляді в обох командах. Взимку 2012 року перейшов у клуб чемпіонату Польщі — «Корону» на запрошення головного тренера Лешека Ойжинського. Спочатку виступав у молодіжному чемпіонаті. 26 серпня 2012 року дебютував у чемпіонаті Польщі в матчі проти «Шльонська». Воротар Збігнєв Малковський отримав червону картку і на 27 хвилині Шлякотін вийшов замість нападника Лукаша Ямрози й зайняв місце у воротах. По ходу гри дубль в ворота Олексія оформив Матеуш Цетнарський і «Корона» поступилася (0:2). У «Короні» грав разом з українцями Сергієм Пилипчуком і Кирилом Петровим. Наприкінці першої частини сезону 2012/13 років витіснив зі складу Збігнєва Малковського, однак на зимових зборах отримав травму меніска й пропустив другу частину чемпіонату. У наступному сезоні Шлякотін не користувався довірою нового головного тренера Печети. В кінці сезону іспанський тренер дав шанс Олексію, проте в трьох іграх він пропустив п'ять м'ячів. Після цього Шлякотін покинув команду. У січні 2015 року в складі збірної вільних агентів грав на Меморіалі Макарова. У цей час у нього була пропозиція від запорізького «Металурга», але в підсумку перехід не відбувся.
У липні 2015 року підписав дворічний контракт з португальською «Уніан Мадейра». За «Уніан Мадейру» він так і не зіграв через проблеми з дозволом на роботу. У листопаді 2016 року став гравцем гонконгського клубу «Гонконг Саплін». У команді Олексій був четвертим за сезон воротарем, який грав у чемпіонаті. У травні 2017 року Шлякотін був номінований на звання «Найкращий воротар року» та «Найкращий гравець року» в Прем'єр-лізі Гонконга. Три з його сейвів були номіновані на звання «Сейв року» у Прем'єр-лізі Гонконга. 2 серпня 2017 року перейшов у «Гонконг Рейнджерс».

## Особисте життя
Олексій одружений з панамською рестораторкою Елізабет Кабальєро.